# Alpenpokal 1980
Der Alpenpokal 1980 war die 20. Auflage des Fußballwettbewerbs. Girondins Bordeaux gewann das Finale gegen Olympique Nîmes.

## Gruppenphase

### Gruppe A
| Pl.                                                              | Verein            | Sp. | S | U | N | Tore    | Diff. | Punkte | Bonus | Gesamt |
| ---------------------------------------------------------------- | ----------------- | --- | - | - | - | ------- | ----- | ------ | ----- | ------ |
| 1.                                                               | Olympique Nîmes   | 4   | 4 | 0 | 0 | 012:400 | +8    | 08     | 1     | 9      |
| 2.                                                               | AS Monaco         | 4   | 2 | 1 | 1 | 009:100 | +8    | 05     | 2     | 7      |
| 3.                                                               | FC Lausanne-Sport | 4   | 1 | 0 | 3 | 003:130 | −10   | 02     | 0     | 2      |
| 4.                                                               | FC Chiasso        | 4   | 0 | 1 | 3 | 002:800 | −6    | 01     | 0     | 1      |
| 1 Bonuspunkt pro Spiel, das mit 3 oder mehr Toren gewonnen wird. |                   |     |   |   |   |         |       |        |       |        |

| 5. Juli 1980      |     |                   |
| AS Monaco         | 6:0 | FC Lausanne-Sport |
| FC Chiasso        | 1:2 | Olympique Nîmes   |
| 12. Juli 1980     |     |                   |
| FC Lausanne-Sport | 1:0 | AS Monaco         |
| Olympique Nîmes   | 3:1 | FC Chiasso        |
| 15. Juli 1980     |     |                   |
| FC Lausanne-Sport | 2:5 | Olympique Nîmes   |
| FC Chiasso        | 0:3 | AS Monaco         |
| 19. Juli 1980     |     |                   |
| Olympique Nîmes   | 2:0 | FC Lausanne-Sport |
| AS Monaco         | 0:0 | FC Chiasso        |

### Gruppe B
| Pl.                                                              | Verein             | Sp. | S | U | N | Tore    | Diff. | Punkte | Bonus | Gesamt |
| ---------------------------------------------------------------- | ------------------ | --- | - | - | - | ------- | ----- | ------ | ----- | ------ |
| 1.                                                               | Girondins Bordeaux | 4   | 3 | 1 | 0 | 010:400 | +6    | 07     | 1     | 8      |
| 2.                                                               | SCO Angers         | 4   | 2 | 2 | 0 | 008:400 | +4    | 06     | 1     | 7      |
| 3.                                                               | FC Nordstern Basel | 4   | 0 | 2 | 2 | 006:800 | −2    | 02     | 0     | 2      |
| 4.                                                               | CS Chênois         | 4   | 0 | 1 | 3 | 002:100 | −8    | 01     | 0     | 1      |
| 1 Bonuspunkt pro Spiel, das mit 3 oder mehr Toren gewonnen wird. |                    |     |   |   |   |         |       |        |       |        |

| 5. Juli 1980       |     |                    |
| CS Chênois         | 1:1 | SCO Angers         |
| Girondins Bordeaux | 1:1 | FC Nordstern Basel |
| 12. Juli 1980      |     |                    |
| FC Nordstern Basel | 2:3 | Girondins Bordeaux |
| SCO Angers         | 3:0 | CS Chênois         |
| 15. Juli 1980      |     |                    |
| FC Nordstern Basel | 1:2 | SCO Angers         |
| Girondins Bordeaux | 3:1 | CS Chênois         |
| 19. Juli 1980      |     |                    |
| CS Chênois         | 0:3 | Girondins Bordeaux |
| SCO Angers         | 2:2 | FC Nordstern Basel |

## Finale
Das Spiel fand am 19. September 1980 in Bordeaux statt.
|                    | Ergebnis |                 |
| ------------------ | -------- | --------------- |
| Girondins Bordeaux | 3:0      | Olympique Nîmes |